# 萤火虫汽车

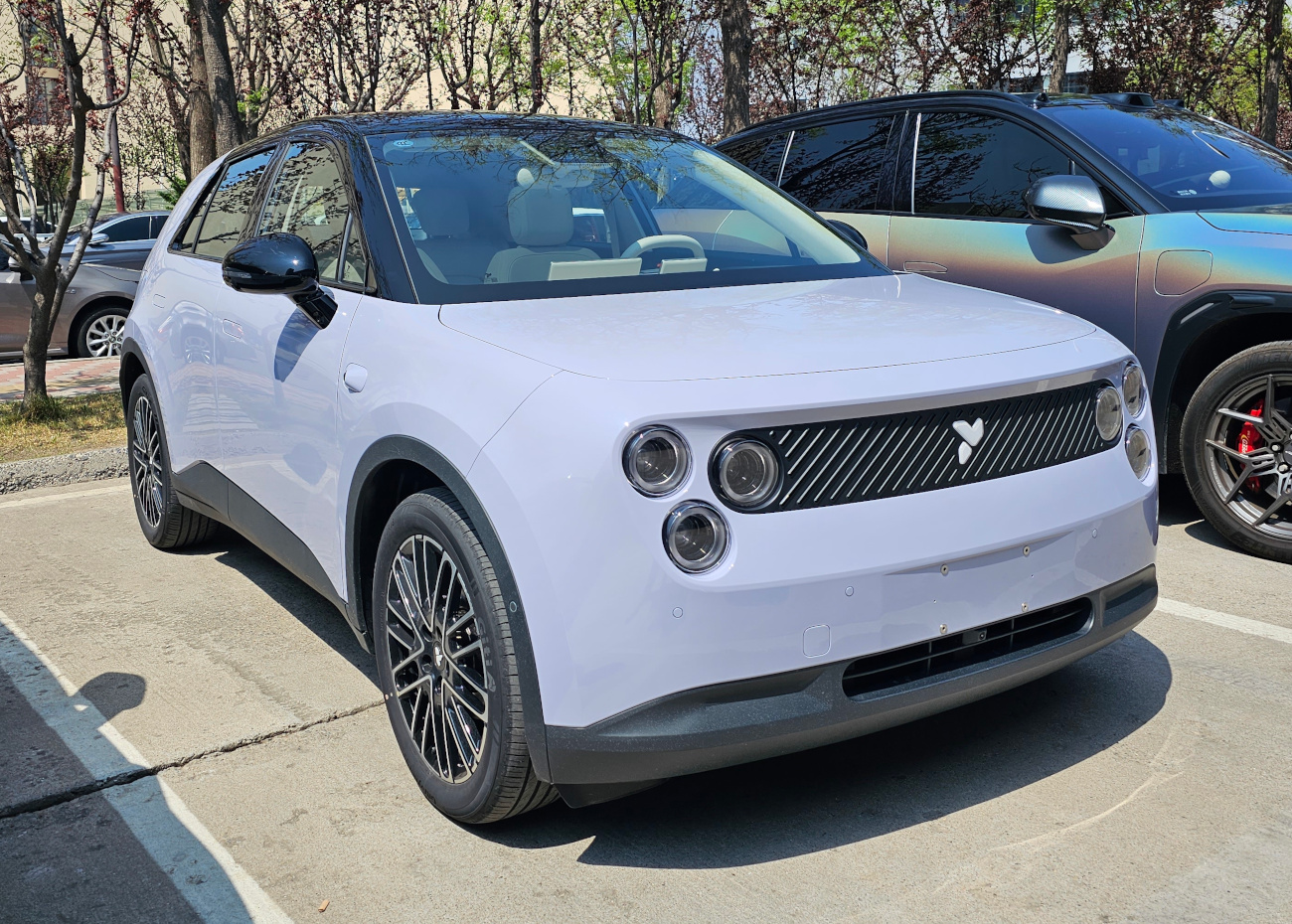
萤火虫首款同名车型

萤火虫（英語：Firefly）是中国汽车制造商蔚来汽车于2024年创立的电动汽车品牌，专门为中国和欧洲汽车市场生产小型高端电动汽车。

## 历史
萤火虫品牌于2024年12月21日在Nio Day活动上正式发布，由前上汽通用高管金舸担任该品牌总裁。萤火虫品牌定位智能电动高端小车，主要聚焦小型车及海外市场。与相对独立的乐道品牌不同的是，萤火虫将与蔚来主品牌共享资源，并在蔚来门店销售。
蔚来首席执行官李斌将该品牌描述为欧洲高端小型车品牌的竞争对手，包括Smart和Mini等。该品牌在中国上市并于2025年第二季度在欧洲上市后，将在拉丁美洲和东南亚市场销售。

## 车型
该品牌的首款同名车型是一款小型五门掀背车，由蔚来设计副总裁Kris Tomasson主导设计。该车型在该品牌国内上市时在中国开启预售，起售价为14.88万元，计划于2025年4月在中国市场正式上市。